# Hollingstedt (Dithmarschen)
Hollingstedt ist eine Gemeinde im Norden des Kreises Dithmarschen in Schleswig-Holstein.

## Geografie

### Geografische Lage
Das Gebiet der Gemeinde Hollingstedt erstreckt sich am südlichen Ufer der Untereider im Naturraum der Heide-Itzehoer Geest (Haupteinheit Nr. 693).

### Gemeindegliederung
Neben dem namenstiftenden Dorf liegen ebenfalls die Häusergruppen Möhlenweg (auch Mühlenweg), Rodweg und Viertel, als auch die Haussiedlung Olenkamp als weitere Wohnplätze im Gemeindegebiet.

### Nachbargemeinden
Nachbargemeinden sind im Uhrzeigersinn im Norden beginnend die Gemeinden Bergewöhrden (im Kreis Dithmarschen), Süderstapel (im Kreis Schleswig-Flensburg), Delve, Glüsing und Hennstedt (alle im Kreis Dithmarschen).

### Landschaft
In der Gemarkung Hollingstedt befindet sich westlich des Dorfes ein genossenschaftlich bewirtschafteter Bauernwald. Er wurde am 5. Mai 1988 zunächst zum „Landschaftsschutzgebiet Wald bei Hollingstedt“ und im Mai 2004 zum europäischen NATURA 2000-Schutzgebiet FFH-Gebiet Wald bei Hollingstedt erklärt.

## Geschichte
Der Name „Hollingstedt“ (die Schreibweise hat sich über die Jahrhunderte mehrfach geändert) bedeutet so viel wie „Ort am Gehölz“.
Von 1905 bis 1937 hatte der Ort einen Bahnanschluss an der Kreisbahn Norderdithmarschen.
Am 1. April 1934 wurde die Kirchspielslandgemeinde Delve aufgelöst. Alle ihre Dorfschaften, Dorfgemeinden und Bauerschaften wurden zu selbständigen Gemeinden/Landgemeinden, so auch Hollingstedt.

## Politik

### Gemeindevertretung
Bei der Kommunalwahl am 14. Mai 2023 wurden insgesamt neun Sitze vergeben. Diese fielen erneut alle an die Wählergemeinschaft Hollingstedt. Die Wahlbeteiligung betrug 53,6 %.

### Wappen
Blasonierung: „In Gold unter einem schmalen blauen Wellenbalken ein schwarzer Spaten zwischen zwei grünen über Kreuz gestellten belaubten Eichenästen.“
Für die Erstellung des Wappens wurde als Grundlage ein mehrere hundert Jahre altes Siegel der damaligen „Bauerschaft Hollingstette“ herangezogen. Der blaue Wellenbalken im oberen Drittel symbolisiert die Lage des Dorfes in der Nähe der Eider und der Wallener Au. Die goldene Farbe des Wappens steht für die Landwirtschaft als ursprüngliche Existenzgrundlage des Dorfes. Die grünen Eichenzweige stellen das Hollingstedter Gehölz dar. Dieser ehemalige Wirtschaftswald ist für die Gegend im nördlichen Dithmarschen einzigartig. Der Spaten in der Wappenmitte ist ein Hinweis auf die zweite ortstypische Geländeform: Das Moor. Dieses wurde durch Torfabbau bis über die Mitte des 20. Jahrhunderts hinaus bewirtschaftet. Da dieses weitgehend in Handarbeit geschah, war das übliche Werkzeug der Spaten.

## Wirtschaft und Infrastruktur
Die Wirtschaftsstruktur Hollingstedts ist von der Urproduktion der Landwirtschaft geprägt. Unter den Bedingungen des landwirtschaftlichen Strukturwandels waren zu Beginn des 21. Jahrhunderts noch etwa sechs Vollerwerbsbetriebe in der Gemeinde aktiv.
Durch das Gemeindegebiet verläuft die schleswig-holsteinischen Landesstraße 150 von Delve nach Heide.